# Yên Dương, Ý Yên
Yên Dương là một xã thuộc huyện Ý Yên tỉnh Nam Định, Việt Nam. Xã có tới 25% lao động làm nghề mộc, 60% nông nghiệp, 15% nghề nghiệp khác.

## Địa lý - Hành chính
Xã nằm về phía Đông nam thị trấn trung tâm huyện. Xã gồm 5 thôn: Khả Lang, Dương, Trung, Cẩm và Vũ Xuyên.

## Giao thông
Trục Quốc lộ 38B nối từ Hải Dương tới Ninh Bình đi qua địa bàn xã. Khoảng cách từ Yên Dương đến Thành phố Nam Định cũng ngang bằng khoảng cách đến Thành phố Ninh Bình.

## Danh hiệu
- Anh hùng lực lượng vũ trang nhân dân

## Di tích - Danh thắng
- Đình thôn Vũ Xuyên
- Đình thôn Dương
- Đền thờ Đông Hải Đại vương Nguyễn Phục (thôn Trung)
- Chùa Đống Trúc (chùa Cẩm)